# تام فورد
توماس کارلایل فورد (انگلیسی: Thomas Carlyle Ford؛ زادهٔ ۲۷ اوت ۱۹۶۱) معروف به تام فورد (انگلیسی:Tom Ford) طراح مد، فیلم‌نامه‌نویس، تهیه‌کننده و کارگردان آمریکایی است. او برند لوکس خود را در سال ۲۰۰۵ راه اندازی کرد. و قبل از آن به عنوان مدیر خلاق گوچی و ایو سن لورن فعالیت داشت. در حال حاضر به علاوه فعالیت‌های سابق خود به عنوان رئیس هیئت مدیره شورای طراحان مد آمریکا فعالیت می‌کند.

## کودکی
توماس کارلایل فورد متولد ۲۷ اوت ۱۹۶۱، فرزند توماس دیوید فورد و شرلی بنتون در حومه هیوستون، تگزاس، و در سن مارکوس، خارج از آستین. پدر و مادر او هردو کارگزار معاملات ملکی بودند. 
او چیدمان خانه را در ۶ سالگی تغییر داد و به مادرش دربارهٔ موها و کفش‌هایش بازخورد می‌داد. هنگامی که او ۱۱ ساله بود خانواده او به سانتافه، نیومکزیکو نقل مکان کردند. در سانتافه، او وارد دبیرستان سنت مایکل شد و بعداً به مدرسه مقدماتی سانتافه نقل مکان کرد و در سال ۱۹۷۹ از آن فارغ‌التحصیل شد. 
در سن ۱۶ سالگی در کالج بارد در سایمون راک ثبت نام کرد اما به سرعت ترک تحصیل کرد. او به دلیل علاقه‌ای که به هنر و نقاشی داشت به شهر نیویورک نقل مکان کرد تا در رشته تاریخ هنر در دانشگاه نیویورک (NYU) تحصیل کند.     در آنجا با ایان فالکونر ملاقات کرد که برای اولین بار او را به استودیو ۵۴ برد. فورد پس از یک سال ترک تحصیل کرد و روی بازیگری در تبلیغات تلویزیونی تمرکز کرد. در این کار تا جایی پیش رفت که در ۱۲ کمپین مختلف تلویزیون ملی آمریکا به صورت همزمان حضور داشت. [3] [4]
فورد تحصیل در رشته معماری داخلی را در کالج هنر و طراحی Parsons The New School for Designدر شهر نیویورک آغاز کرد.  او مدام از استودیو ۵۴ بازدید می‌کرد و در آنجا متوجه شد که همجنس‌گرا است.
نورها و زرق و برق کلاب‌های دیسکو آن زمان تأثیر زیادی بر طراحی‌های آینده او داشت. 
فورد قبل از آخرین سال تحصیلی خود در مدرسه جدید، یک سال و نیم را در پاریس گذراند، جایی که او به عنوان کارآموز در دفتر مطبوعاتی Chloé کار کرد و علاقه او به مد را برانگیخت.  او سال آخر خود را در مدرسه جدید با تحصیل در رشته مد گذراند اما در رشته معماری فارغ‌التحصیل شد. 

## فعالیت حرفه‌ای در زمینه فشن

### شروع فعالیت
هنگام مصاحبه برای مشاغل پس از فارغ‌التحصیلی، فورد گفته بود که در The New School's Parsons division تحصیل کرده‌ است، اما پنهان کرد که در رشته معماری فارغ‌التحصیل شده‌ است.  کار او در Chloé یک موقعیت معمولی روابط عمومی بود. فورد علی‌رغم عدم تجربه‌اش در مد، هر روز به مدت یک ماه با طراح آمریکایی کتی هاردویک تماس می‌گرفت تا بتواند شغلی در شرکت پوشاک ورزشی او پیدا کند. هاردویک در نهایت پذیرفت که با او مصاحبه کند. او بعداً از این اتفاق اینطور یاد می‌کند: «من تمام قصدم این بود که به او امیدی ندهم. از او پرسیدم طراحان اروپایی مورد علاقه‌اش چه کسانی هستند. او گفت: "Armani و Chanel." ماه‌ها بعد از او پرسیدم که چرا این حرف را زدی و او گفت: «چون تو آرمانی پوشیده بودی». جای تعجبی ندارد که چرا او برای این شغل پذیرفته شده». فورد به مدت دو سال به عنوان دستیار طراحی برای هاردویک کار کرد. بعد از گذشت این زمان فورد به عنوان طراح شلوار جین برای شرکت پری الیس در نیویورک مشغول به کار شد.
در سال ۱۹۸۸، فورد به پری الیس نقل مکان کرد،  جایی که هم رابرت مک دونالد، رئیس شرکت، هم مارک جیکوبز، طراح آن را می‌شناخت. او دو سال در این شرکت کار کرد، اما از کار کردن در صنعت مد آمریکا خسته شد. در مصاحبه‌ای بعد با نیویورک تایمز، او اظهار داشت: «اگر قرار بود طراح خوبی شوم، باید آمریکا را ترک می‌کردم. فرهنگ آمریکا مانع پیشرفت من می‌شد.»  
در آن زمان، کمپانی گوچی شدیداً درگیر بحران و نوسان بود و تا مرز ورشکستگی پیش رفته بود. گوچی به دنبال یک تغییر اساسی بود و می‌خواست اتفاقی تازه را وارد خط پوشاک زنانه خود کند. این کار بخشی از روند بازسازی برند بود. داون ملو، مدیر خلاقیت این شرکت در آن زمان گفت: «هیچ‌کس رؤیای پوشیدن گوچی را نخواهد دید». در سال ۱۹۹۰، ملو فورد را به عنوان طراح اصلی لباس زنانه این برند استخدام کرد و فورد به میلان نقل مکان کرد. ملو گفت: «من با افراد زیادی صحبت می‌کردم و بیشتر آنها این کار را نمی‌خواستند.» برای یک طراح آمریکایی که به ایتالیا مهاجرت کند تا به شرکتی بپیوندد که از تعریف یک برند همچنان فاصله زیادی دارد، ریسک بزرگی بود. فورد و شریک زندگیش، روزنامه‌نگار فشن، ریچارد باکلی، در سپتامبر همان سال به میلان نقل مکان کردند.
نقش فورد در گوچی به سرعت گسترش یافت. او در عرض شش ماه لباس‌های مردانه طراحی کرد و بلافاصله پس از آن کفش‌ها را وارد بازار کرد. هنگامی که ریچارد لمبرتسون در سال ۱۹۹۲ با عنوان مدیر طراحی گوچی را ترک کرد، فورد سمت او را بر عهده گرفت، که رهبری پوشاک آماده، عطر، تصاویر، تبلیغات و طراحی فروشگاه‌ها را بر عهده داشت. در سال ۱۹۹۳، زمانی که او مسئول طراحی یازده خط تولید بود، فورد هجده ساعت در روز کار می‌کرد. در این سال‌ها اتفاقات خلاقانه‌ای بین فورد و مائوریتزیو گوچی، رئیس و مالک ۵۰ درصد شرکت وجود داشت. به گفته ملو، مائوریتزیو همیشه می‌خواست همه چیز گرد و قهوه ای باشد و تام می‌خواست آن را مربع و سیاه کند. اگرچه مائوریتزیو گوچی می‌خواست فورد را اخراج کند، دومینیکو دی سوله اصرار داشت که او بماند. با این وجود، کار فورد در اوایل دهه ۱۹۹۰ عمدتاً در پشت صحنه بود. کمک‌های او به گوچی تصویر این برند را به‌طور کامل عوض کرد. او مینیمالیسم موجود در طراحی‌های این شرکت در اوایل دهه ۹۰ را با طرح‌های به روز و رترو جایگزین کرد. او پله‌های ترقی رو به سرعت در این شرکت طی کرد.

### مدیر خلاقیت Gucci و Saint Laurent
در سال ۱۹۹۴، فورد به سمت مدیر خلاقیت گوچی ارتقا یافت. در اولین سال ریاست خود، او Halston-style velvet hipsters, skinny satin shirts و car-finish metallic patent boots را معرفی کرد.  در سال ۱۹۹۵، او طراح فرانسوی، Carine Roitfeld و عکاسی Mario Testino را برای ایجاد کمپین‌های تبلیغاتی جدید شرکت به کار برد.  بین سال‌های ۱۹۹۵ و ۱۹۹۶، فروش گوچی ۹۰ درصد افزایش یافت. در مقطعی، فورد بزرگ‌ترین سهامدار انفرادی گوچی بود. تا سال ۱۹۹۹، خانه ای که با پیوستن فورد تقریباً ورشکسته شده بود، بیش از ۴ میلیارد دلار ارزش داشت.
زمانی که گوچی در سال ۱۹۹۹ برند Yves Saint Laurent (YSL) را خریداری کرد، فورد نیز به عنوان مدیر خلاق آن انتخاب شد.  YSL نارضایتی خود را از طرح‌های فورد پنهان نکرد و اظهار داشت: «بیچاره هر کاری که می‌تواند انجام می‌دهد.»   در طول مدتی که مدیر خلاق YSL بود، برنده جوایز متعدد شورای طراحان مد آمریکا شد. فورد توانست Fashion House کلاسیک را به جریان اصلی بازگرداند.  کمپین‌های تبلیغاتی او برای عطرهای YSL Opium(با مدل مشهور Sophie Dahl با موهایی قرمز و برهنه که فقط یک گردنبند و کفش‌های پاشنه بلند در حالتی کاملاً جنسی)  و عطر YSL M7(با قهرمان هنرهای رزمی Samuel de Cubber در حالتی تماماً برهنه)  جنجالی و تحریک آمیز بودند. 
در آوریل ۲۰۰۴، یک شرکت چند ملیتی در فرانسه، گوچی را خریداری کرد. فورد پس از مدیرعامل Domenico de Sole، راه خود را از برند گوچی بعد از یک مشاجره و به توافق نرسیدن با مدیرعامل(Pinault Printemps Redoute) و رئیسان جدید در مورد کنترل هنریِ شرکت،جدا کرد.  او از آن زمان به عنوان «ویرانگری» یاد می‌کند. و علت آن را «بحران میانسالی» می‌داند، زیرا او «همه چیز را برای پانزده سال در این شرکت قرار داده‌است».  زمانی که فورد در سال ۲۰۰۴ گوچی را ترک کرد، ارزش این کمپانی ۱۰ میلیارد دلار بود. [33] در طول این همکاری تام فورد خط تولید لباس‌های شب، لباس‌های ورزشی و مبلمان را به این برند اضافه کرد. فعالیت او به حدی بود که بعد از او چهار نفر برای انجام کاری که فورد انجام می‌داد استخدام شدند. 

## برند Tom Ford
پس از ترک گوچی، فورد در سال ۲۰۰۵ تصمیم گرفت برند شخصی خودش را به نام ،Tom Ford تأسیس کند. مجموعه لوازم آرایشی و همچنین مجموعه عینک تام فورد، اولین محصولاتی بود که در سال ۲۰۰۵ از این برند روانه بازار شد. و در سال ۲۰۰۶ عطر تام فورد نیز به این برند اضافه شد.  فورد " مشتری تام فورد " را اینگونه توصیف می‌کند: فردی بین‌المللی، با فرهنگ و خوش سفر با درآمدی قابل قبول. او برای زنان صفاتی مثل قوی، باهوش و زنانی که استایل خود را می‌شناسند را اضافه کرد.  میشل اوباما، بانوی اول آمریکا، در سال ۲۰۱۱ یک لباس شب عاج رنگی که توسط فورد طراحی شده بود در کاخ باکینگهام پوشید.    او همچنین لباس‌های بیانسه، جنیفر لوپز، گوئینت پالترو، آن هتوی، دنیل کریگ، تام هنکس، جانی دپ، رایان گاسلینگ، ویل اسمیت، جولیان مور، هیو جکمن، جان هم و هنری کویل را طراحی کرده‌است.   فورد کت و شلوارهای دنیل کریگ را برای چهار فیلم آخر جیمز باند یعنی No Time to Die (2021) ,Spectre (2015) ,Skyfall (2012) ,Solace (2008) طراحی کرد.   
در سال ۲۰۱۳ از فورد در آهنگ "Suit & Tie" جاستین تیمبرلیک که با همکاری جی زی بود نام برده شد.   فورد کت و شلوارها، پیراهن‌ها و لوازم جانبی موزیک ویدیوی "Suit & Tie" را که برنده گرمی شد، طراحی کرد.  او برای تور جهانی ۲۰/۲۰ تیمبرلیک بیش از ۶۰۰ قطعه طراحی کرد.   در همان سال، Jay-Z آهنگی با عنوان "Tom Ford" را منتشر کرد.   فورد نسبت به این اتفاق واکنش داد که «او بر فرهنگ عامه نفوذ کرده و تاثیر زیادی گذاشته‌ است.»  پس از انتشار این آهنگ، فورد افزایش زیادی در جستجوهای موتورهای جستجو دریافت کرد.  این آهنگ بیش از یک میلیون نسخه فروخت و گواهی پلاتین دریافت کرد. 

### حواشی
فورد به دلیل استفاده از زنان برهنه در کمپین‌های تبلیغاتی مختلف مورد انتقاد قرار گرفت. روزنامه‌نگاران مختلف اظهار داشتند که در این تبلیغات از زنان به عنوان یک کالای جنسی استفاده شده. در یکی از آگهی‌ها، زنی برهنه بود که شیشه‌ای از عطر را بین پاهایش نگه می‌داشت. یکی دیگر زنی برهنه را نشان می‌داد که شلوار مردی را در حالی که روزنامه می‌خواند اتو می‌کرد. بخشی از تبلیغات تام فورد در ایتالیا ممنوع شد.     در پاسخ به انتقاداتی مبنی بر اینکه او از زنان به عنوان کالا استفاده می‌کند فورد اظهار داشت که «او شخصیت بخش جنسیت‌های برابر است و به همان اندازه خوشحال است که مردان را در تبلیغات هویت کالا می‌بخشد». او استدلال کرد که «شما نمی‌توانید برهنگی مردانه را در فرهنگ ما به گونه‌ای نشان دهید که می‌توانید برهنگی زنانه را نشان دهید» و اشاره کرد که او در ایو سن لوران یک تبلیغ برهنه مردانه انجام داد و در آن زمان با این اتفاق مواجه شد.   در سال ۲۰۱۴، فورد محصول جدیدی به نام "Penis Pendant Necklace" عرضه کرد. این محصول باعث جنجال‌هایی شد و مسیحیان آن را توهین‌آمیز خواندند زیرا آویز شبیه به صلیب بود.   فورد پاسخ داد که " این شیء قرار نبود صلیب باشد، بلکه یک فالوس بود" و "مردم آنچه را که خودشان فکر می‌کنند و می‌خواهند در چیزها می‌بینند".  در سال ۲۰۲۲، فورد از مت گالا انتقاد کرد و گفت که این رویداد "به یک مهمانی کاستوم تبدیل شده‌است". 

## فعالیت حرفه ای در زمینه فیلم‌سازی

### یک مرد مجرد
در مارس ۲۰۰۵، فورد راه اندازی شرکت تولید فیلم خود، Fade to Black را اعلام کرد. در سال ۲۰۰۹ اولین کارگردانی خود را با فیلم «یک مرد مجرد» بر اساس رمانی به همین نام اثر کریستوفر ایشروود انجام داد. در این درام کالین فرث در نقش یک استاد کالج مستقر در لس آنجلس که همجنسگرا است، در کنار جولیان مور، نیکلاس هولت و متیو گود بازی می‌کند. این رمان توسط دیوید اسکارس و تام فورد اقتباس شده‌است. فورد نیز یکی از تهیه‌کنندگان فیلم بود. یک مرد مجرد در ۱۱ سپتامبر ۲۰۰۹ در شصت و ششمین جشنواره بین‌المللی فیلم ونیز به نمایش درآمد و در آنجا نامزد دریافت جایزه شیر طلایی شد. کالین فرث به خاطر بازی خود جام ولپی را به عنوان بهترین بازیگر مرد دریافت کرد. او برنده جایزه بفتا برای بهترین بازیگر نقش اول مرد و نامزد دریافت جایزه اسکار، گلدن گلوب جایزه Independent Spirit و جایزه انجمن بازیگران نمایشگر شد و برنده بهترین فیلم سال AFI و جایزه رسانه GLAAD برای فیلم برجسته - پخش گسترده شد. نامزد شدن‌های دیگر این فیلم شامل دو بخش دیگر گلدن گلوب بود: جولیان مور برای بهترین بازیگر نقش مکمل زن و آبل کورزنیوسکی برای بهترین موسیقی متن. در جوایز ایندیپندنت اسپیریت، این فیلم نامزد بهترین فیلم بلند اول و بهترین فیلمنامه اول شد.  فورد و اسکارس همچنین نامزد بهترین فیلمنامه اقتباسی در جوایز Broadcast Film Critics Association شد.

### حيوانات شب‌زی
در سال ۲۰۱۵، فورد به کارگردانی «حیوانات شبانزی»، که اقتباسی از رمان آستین رایت، «تونی و سوزان» بود مشغول شد.  این فیلم در سال ۲۰۱۶ منتشر شد. جیک جیلنهال و ایمی آدامز نقش‌های اصلی تونی و سوزان را بازی کردند و مایکل شنون، آرمی همر، آرون تیلور جانسون و ایلا فیشر با آنها همبازی شدند.   
این فیلم مورد تحسین منتقدان قرار گرفت و همچنین برنده جایزه بزرگ هیئت داوران در جشنواره فیلم ونیز شد. این فیلم بر اساس ۱۴۳ نقد، با میانگین امتیاز ۷٫۱ از ۱۰، و بر اساس اجماع منتقدان در سایت Rotten Tomatoes دارای ۷۲٪ امتیاز است: Nocturnal Animals بیشتر بر مهارت بصری و روایی متمایز تام فورد در نویسندگی و کارگردانی تأکید می‌کند. 

## زندگی شخصی
فورد در سال ۲۰۱۴ با ریچارد باکلی، روزنامه‌نگار و سردبیر سابق Vogue Hommes International ازدواج کرد. آنها از زمان ملاقات‌های اولشان در سال ۱۹۸۶ با یکدیگر رابطه داشتند.  این زوج یک پسر به نام الکساندر جان «جک» باکلی فورد دارند. که متولد سپتامبر ۲۰۱۲ از طریق رحم اجاره ای است.  این خانواده در ایتالیا زندگی می‌کردند، جایی که فورد در سال ۱۹۹۰ از نیویورک نقل مکان کرد.  و به مدت ۱۷ سال در لندن بودند آنها مدتی در اقامتگاه‌های او در نیویورک، لس آنجلس، سانتافه زندگی می‌کردند.  فورد و باکلی صاحب فاکس تریرهایی (نوعی نژاد سگ) هستند که در فشن شوهای تام فورد و در فیلم یک مرد مجرد ظاهر شده‌اند.  فورد همچنین دو پسر و یک دختر دارد که فرزندان خواهرش جنیفر هستند. 
فورد یک زمین خصوصی به مساحت ۲۴۰۰۰ هکتار را که توسط معمار ژاپنی تادائو آندو طراحی شده بود، در سانتافه ساخت.  این مزرعه Cerro Pelon نام دارد و دارای ساختارهای فرعی است که توسط Marmol Radziner طراحی شده‌است. این ملک همچنین دارای یک بخش فانتزی به نام سیلورادو است که به عنوان محل فیلمبرداری فیلم‌های وسترن استفاده می‌شود. 
او به Vogue گفت که پس از تماشای یک مستند نتفلیکس به نام What the Health، رژیم گیاهخواری را اتخاذ کرده‌است.  از سال ۲۰۱۹، او یک teetotaler بوده و در مورد استفاده از فیلرها و بوتاکس صحبت کرده‌است.
او در چندین مصاحبه گفته‌است که اولین معشوقه‌اش هنرمندی به نام یان فالکونر   بود که در ادامه مجموعه کتاب‌های کودکانه بسیار محبوب Olivia the Pig را نوشت و تصویرسازی کرد. فورد معتقد است که او و فالکونر هنوز دوستان خوبی هستند. چند دهه پس از جدایی آنها، فورد نام خانوادگی فالکونر را به شخصیت اصلی فیلم اولش، یعنی مرد A Single Man، قرض داد. 
ریچارد باکلی در ۱۹ سپتامبر ۲۰۲۱ پس از یک بیماری طولانی در سن ۷۲ سالگی درگذشت. 

## سیاست
فورد یک دموکرات است. او با تهاجم آمریکا به عراق در سال ۲۰۰۳ مخالفت کرد و اظهار داشت که این امر باعث شده او احساس شرمندگی کند که آمریکایی است. این اظهار نظر او انتقاد عمومی در داخل آمریکا را برانگیخت.  او میزبان جمع‌آوری کمک‌های مالی برای باراک اوباما بود. او در انتخابات عمومی سال ۲۰۱۶ آمریکا به هیلاری کلینتون رای داد. فورد از به رسمیت شناختن ازدواج همجنس گرایان در ایالات متحده توسط فدرال حمایت کرده‌است. در مصاحبه ای در سال ۲۰۰۹، او گفت که اصطلاح «مشارکت مدنی» را برای مشارکت‌های همجنس و مخالف ترجیح می‌دهد و تصمیم‌گیری «ازدواج» را به مذهب واگذار می‌کند. تام فورد بدون در نظر گرفتن حزب سیاسی خود ترجیح می‌دهد برای سیاسیون طراحی نکند او در این باره می‌گوید: «من فکر می‌کنم هر کسی که رئیس‌جمهور یا بانوی اول است، باید لباس‌هایی با قیمتی بپوشد که برای اکثر آمریکایی‌ها قابل دسترس است و لباس‌ها ساخت آمریکا باشد. لباس‌های من ساخت ایتالیا و بسیار گران هستند. من فکر نمی‌کنم که اکثر زنان یا مردان در کشور ما بتوانند با آن ارتباط برقرار کنند و فکر می‌کنم بانوی اول یا رئیس‌جمهور باید نماینده همه مردم باشد.» 

## تصویر عمومی و میراث
فورد در چندین فهرست بهترین لباس‌ها، مانند فهرست بین‌المللی بهترین لباس‌پوشان، گاردین «The 50 best-dressed over-50s» و GQ بریتانیا «50 Best Dressed Men in Britain ۲۰۱۵» قرار گرفته‌است.   او بر روی جلد بهار/تابستان سال 2011 Another Man قرار گرفت و نظر خود را در مورد آنچه که نجیب‌زاده امروزی را می‌سازد، ارائه کرد.  او را "fashion icon" و "style icon " نامیده‌اند و در لیست "۱۰۰ نماد مد تمام دوران" قرار گرفته‌است.      او جوایز بسیاری از جمله جوایز مد VH1/Vogue و جوایز شورای طراحان مد آمریکا (CFDA) را به دست آورد.  در سال ۲۰۱۴، CFDA جایزه یک عمر دستاورد Geoffery Beene را به او اعطا کرد.  او به خاطر لباس‌های جذاب از نظر جنسی، بیانیه‌های تحریک‌آمیز و ایجاد تبلیغات تند شهرت دارد. و تصویری که از خود در تبلیغات به جا گذاشته‌است تصویری جوان و جنسی است  طرح‌های فورد "جذابیت جنسی پیچیده"  را نشان می‌دهد و او به دلیل "بازگرداندن حس جذابیت جنسی" اعتبار دارد.    کمپین‌های تبلیغاتی او به دلیل استفاده از برهنگی و "تصاویر جنسی تحریک آمیز" جنجال‌برانگیز است.  فورد همچنین به عنوان شخصی که در کمپین‌های تبلیغاتی خود با افراد مشهور و مدل‌های خیلی معروف عکاسی می‌کند. او را "پادشاه سکس" و ". استریت(straight)ترین مرد همجنس گرا در جهان" نامیده‌اند.
فورد گوچی را از نزدیک ورشکستگی نجات داد و آن را به یکی از قطب‌های مد تبدیل کرد. دهه او با سمت مدیر خلاق به عنوان یک «عصر طلایی» برای گوچی مورد ستایش قرار گرفت. او برند را تغییر داد و «لباس‌های جذاب و در عین حال پیچیده» را جایگزین «ظاهر گرانج» کرد. او برای طراحی‌های جسورانه اش شناخته شده‌است.   مجله نیویورک نوشت: «فورد در هر فصل یک قطعه را خلق می‌کند که باید داشته باشید، یک روند تعیین‌کننده فصل، عکس‌برداری تا حد مرگ، که تهوع تبلیغات را از بین می‌برد.»  فورد می‌گوید برای طراحان مهم است که همراه استانداردهای در حال تغییر زیبایی معاصر باشند.  
در سال ۲۰۰۴، فورد یک تک نگاری به نام خودش منتشر کرد که در آن به شرح فعالیت اولیه و کار طراحی خود برای گوچی و ایو سن لوران از ۱۹۹۰ تا ۲۰۰۴ پرداخت. در سال ۲۰۲۱، یعنی هفده سال بعد، فورد جلد بعدی را با عنوان تام فورد ۰۰۲ منتشر کرد که در آن حرفه او از سال ۲۰۰۵ از جمله ساخت برند خودش و تولید دو فیلمش توضیح داده شد. هر دو کتاب توسط انتشارات بین‌المللی Rizzoli منتشر شده‌اند و توسط بریجت فولی، روزنامه‌نگار مد، با پیشگفتار آنا وینتور نوشته شده‌است.

## حضور در فرهنگ عمومی
در سپتامبر ۲۰۱۳، جی-زی، آهنگ "Tom Ford" را به عنوان یک تک آهنگ از آلبوم خود Magna Carta Holy Grail منتشر کرد. فورد به این آهنگ واکنش مثبت داد و گفت: "چه کسی خوشحال نمی‌شود که یک آهنگ کامل از جی-زی به نام او باشد؟ منظورم این است که [...] بسیار نادر است که چنین اتفاقی بیفتد. این یک نوع کسب اعتبار است؛ زیرا این اتفاق به معنی این است که آن شخص واقعاً در فرهنگ عامه نفوذ کرده و تأثیر گذاشته‌است.»  این آهنگ نامزد پنجاه و ششمین جایزه گرمی بهترین اجرای رپ در سال ۲۰۱۴ شد.
تام فورد توسط Bladee رپر سوئدی در میکس تیپ Icedancer در سال ۲۰۱۸ مورد اشاره قرار گرفت. همچنین در فیلم خاندان گوچی به کارگردانی ریدلی اسکات، فورد با بازی ریو کارنی به تصویر کشیده شد. 

## جوایز و افتخارات
فورد توسط شوراهای مهم طراحی و فرهنگی در سراسر جهان از جمله موزه طراحی کوپر هویت(Cooper Hewitt) و time به رسمیت شناخته شده‌است.
- ۱۹۹۵: جایزه بین‌المللی - شورای طراحان مد آمریکا (CFDA)
- ۱۹۹۷: ۵۰ نفر از زیباترین افراد مجله People
- ۱۹۹۹: جایزه Style Icon - جوایز Elle Style UK
- ۲۰۰۰: بهترین طراح بین‌المللی – جوایز VH1/ Vogue
- ۲۰۰۰: جایزه باشگاه ویراستاران مد ژاپن
- ۲۰۰۰: جایزه مرد سال بین‌المللی GQ بریتانیا
- ۲۰۰۰: جایزه سوپراستار – Fashion Group International
- ۲۰۰۱: طراح لباس زنانه سال - CFDA
- ۲۰۰۱: بهترین طراح مد – مجله تایم
- ۲۰۰۱: طراح سال – GQ USA
- ۲۰۰۲: جایزه طراح لوازم جانبی سال برای Yves Saint-Laurent - CFDA
- ۲۰۰۳: جایزه دستاورد طراحی مد – Cooper-Hewitt Design Museum's National Design Awards
- ۲۰۰۴: ادای احترام ویژه هیئت مدیره - CFDA
- ۲۰۰۴: جایزه Rodeo Drive Walk of Style
- ۲۰۰۴: تالار مشاهیر فهرست بهترین لباس‌پوشان بین‌المللی
- ۲۰۰۵: جایزه یک عمر دستاورد آندره لئون تالی - Savannah College of Art & Design
- ۲۰۰۶: راه اندازی برند لوازم جانبی - Accessories Council Excellence Awards
- ۲۰۰۷: جوایز رسانه ای GLAAD – جایزه Vito Russo
- ۲۰۰۷: شخص سال DNR
- ۲۰۰۸: طراح لباس مردانه سال - CFDA
- ۲۰۰۹: جشنواره فیلم ونیز – نامزد شیر طلایی برای A Single Man
- ۲۰۰۹: جشنواره فیلم ونیز – Queer Lion برای A Single Man
- 2009: Critics' Choice Awards – نامزد بهترین فیلمنامه اقتباسی برای A Single Man
- 2009: Independent Spirit Awards – نامزد بهترین فیلمنامه اول برای A Single Man
- 2009: Independent Spirit Awards – نامزد بهترین فیلم اول برای A Single Man
- ۲۰۰۹: تقدیر به عنوان یکی از مردان سال GQ ایالات متحده آمریکا
- ۲۰۰۹: مرد سال GQ آلمان
- 2010: GLAAD Media Awards – جایزه فیلم برجسته برای A Single Man
- ۲۰۱۰: نامزد طراح لباس مردانه سال - CFDA
- 2012: All-TIME 100 Fashion Icons
- ۲۰۱۳: معرفی به عنوان یکی از ۵۰ خوش لباس بالای ۵۰ سال در مجله گاردین.
- ۲۰۱۴: جایزه یک عمر دستاورد جفری بین - CFDA
- ۲۰۱۵: طراح لباس مردانه سال - CFDA
- ۲۰۱۵: معرفی به عنوان یکی از ۵۰ مرد خوش لباس بریتانیا توسط GQ بریتانیا
- ۲۰۱۶: جشنواره فیلم ونیز - جایزه بزرگ هیئت داوران برای Nocturnal Animals
- 2016: Satellite Auteur Award
- ۲۰۱۶: جایزه بهترین فیلمنامه (اقتباسی) AFCA
- ۲۰۱۷: نامزد جایزه دیوید لین برای کارگردانی فیلم Nocturnal Animals
- ۲۰۱۷: نامزد بهترین فیلمنامه (اقتباسی) جایزه بفتا برای Nocturnal Animals

## فیلم‌شناسی
| سال  | نام فیلم                         | عنوان   | عنوان    | عنوان     |
| ---- | -------------------------------- | ------- | -------- | --------- |
| ۲۰۰۹ | یک مرد مجرد (A Single Man)       | نویسنده | کارگردان | تهیه‌کننده |
| ۲۰۱۶ | حیوانات شبزی (Nocturnal Animals) | نویسنده | کارگردان | تهیه‌کننده |

## نگارخانه

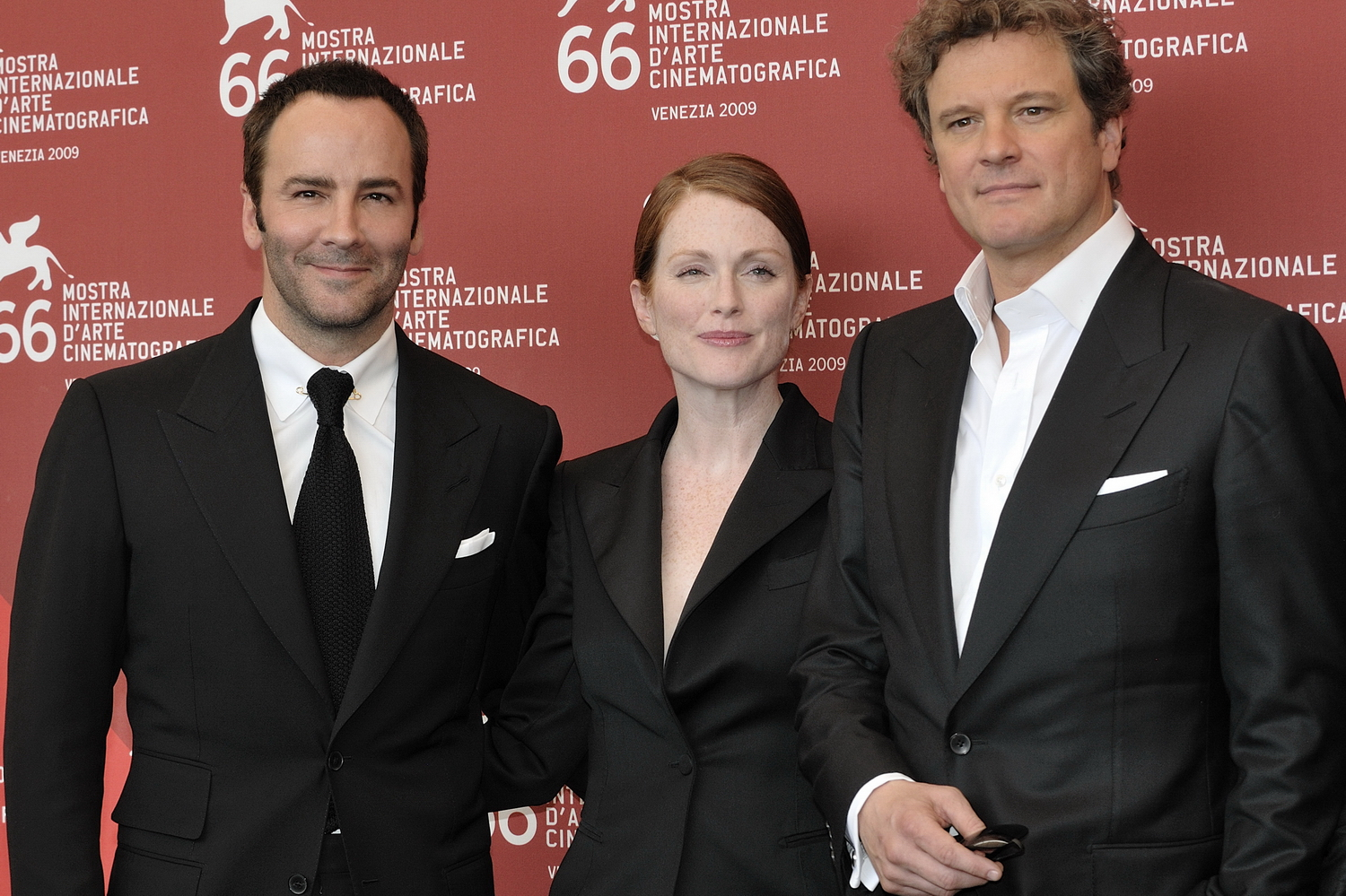
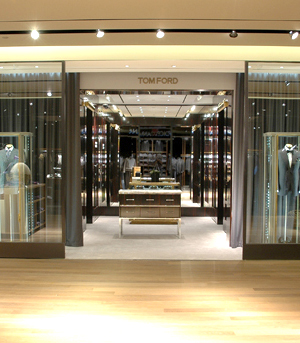
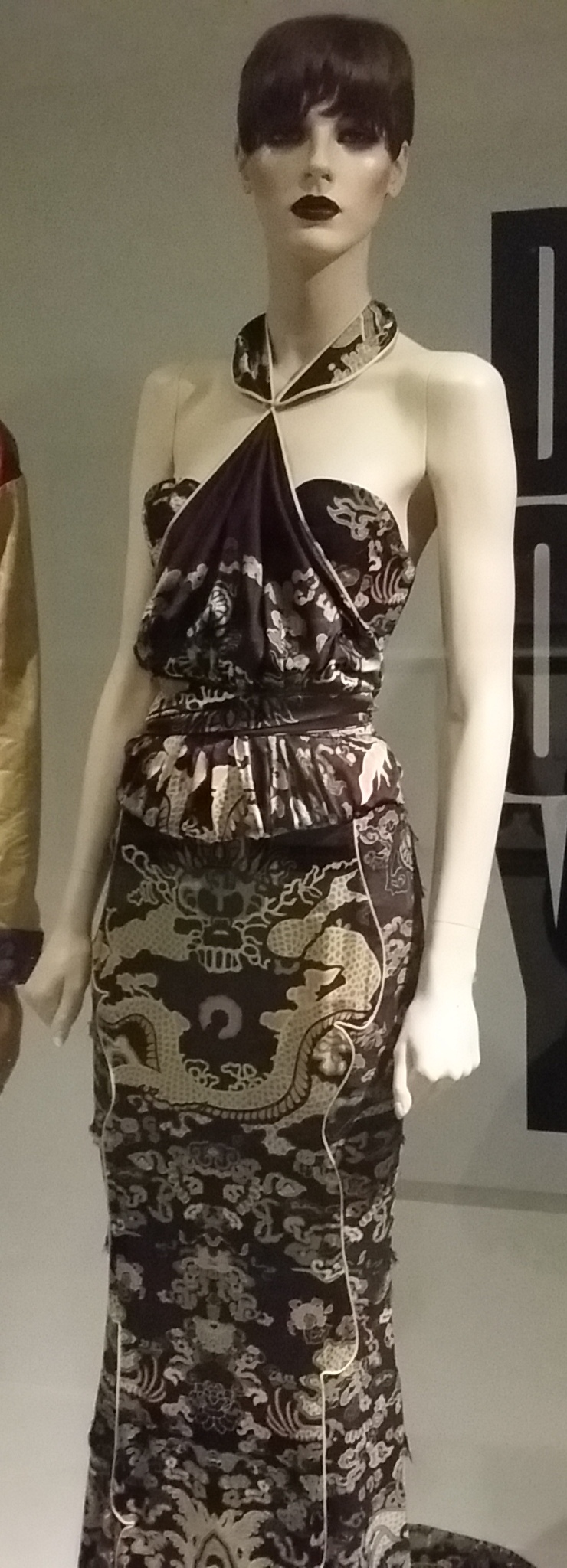

<references group="http://fashionista.com/2011/05/michelle-obama-stuns-in-tom-ford-at-buckingham-palace-could-it-be-her-best-evening-look-to-date"/{{پیوند مرده|date=نوامبر ۲۰۲۲ |bot=InternetArchiveBot}}>